# Mara Gae
Mara Gae (Bucarest, 14 de septiembre de 2005) es una tenista rumana.

## Carrera

### Junior
Gae ganó el US Open 2023, en dobles junto a la rusa Anastasiia Gureva. En la final del torneo derrotó a las japonesas Sara Saito y Nanaka Sato.

### Profesional
Tuvo su debut en el WTA Tour en el Transylvania Open 2023, pero perdió en primera ronda contra Martha Matoula. En 2024 participó en los dobles del Transylvania Open, junto a su compatriota Anca Todoni. En el torneo cayó en primera ronda contra Jaqueline Cristian y Andreea Mitu.